# Nektarin
Nektarinen er en glatskindet cultivargruppe af ferskentræet. I dagligvarehandelen betragtes ferskner og nektariner som forskellige frugter til trods for at de tilhører samme art. Flere genetiske studier understøtter at nektarinernes glatte skind skyldes et recessivt gen, mens ferskenens pels er dominant. Glatskindede varieteter som nektariner er opstået adskillige gange.
Ganske som ferskener, kan nektariner have hvidt eller gult kød, og stenen kan have mere eller mindre svært ved at skilles fra frugtkødet: Nektariner er gennemsnitligt lidt mindre og lidt sødere end ferskener, men der er også nektariner, som er større og mindre søde. Det glatte skind kan gøre at nektarinen synes rødligere end ferskenen og dermed bidrage til nektarinens blomme-agtige udtryk. Fraværet af hår gør også at nektariner lettere bliver stødt.
Nektarinens historie er uklar; første omtale på engelsk er fra 1616, men nektarinen er sandsynligvis blevet dyrket langt tidligere i ferskenens oprindelige område i Central- og Østasien. Nektariner blev indført til USA af David Fairchild fra det amerikanske landbrugsministerium i 1906.